# Yoji Sasaki
Yoji Sasaki (佐々木 陽次 Sasaki Yoji?), född 2 juli 1992 i Toyama prefektur, är en japansk fotbollsspelare.
Sasaki började sin karriär 2015 i Tokushima Vortis. 2017 flyttade han till Kataller Toyama.